# 이반 찬카르
이반 찬카르(슬로베니아어: Ivan Cankar, 1876년 5월 10일~1918년 12월 11일)는 슬로베니아의 시인, 소설가, 극작가이다. 근대 슬로베니아 문학 최대 거장 중 한 명으로 소설, 시, 희곡, 풍자 문학 장르를 가리지 않고 다수의 작품을 남겼다. 또한 정치 웅변가로도 활약하여 슬로베니아를 지배하는 오스트리아 제국 정부를 비난했다가 투옥되기도 했다.

## 작품
- 〈에로티카〉(Erotika, 1899)
- 〈외국인들〉(Tujci, 1901)
- 〈밀란과 밀레나〉(Milan in Milena, 1913)
- 〈나의 인생〉(Moje življenje, 1914)
- 〈국민의 행복을 위하여〉(Za narodov blagor, 1901)